# Esteban Manuel de Villegas
Pour les articles homonymes, voir Villegas.
Esteban Manuel de Villegas, né le 5 février 1589 à Matute (La Rioja) et mort le 3 septembre 1669  à Nájera (La Rioja), est un poète bucolique espagnol.
Il était receveur des rentes à Nájera où il mourut. On a de lui :
- des imitations d'Anacréon et d'Horace ;
- des poésies érotiques (Eróticas), qui n'ont pas été surpassées en Espagne.

Il tenta d'appliquer les mètres anciens à la langue espagnole.